# ۷۳۰ (قمری)
۷۳۰ (قمری)، هفتصد و سی‌امین سال در گاهشماری هجری قمری است. اول محرم این سال برابر با دوم نوامبر سال ۱۳۲۹ میلادی است.